# Lincoln (Massachusetts)

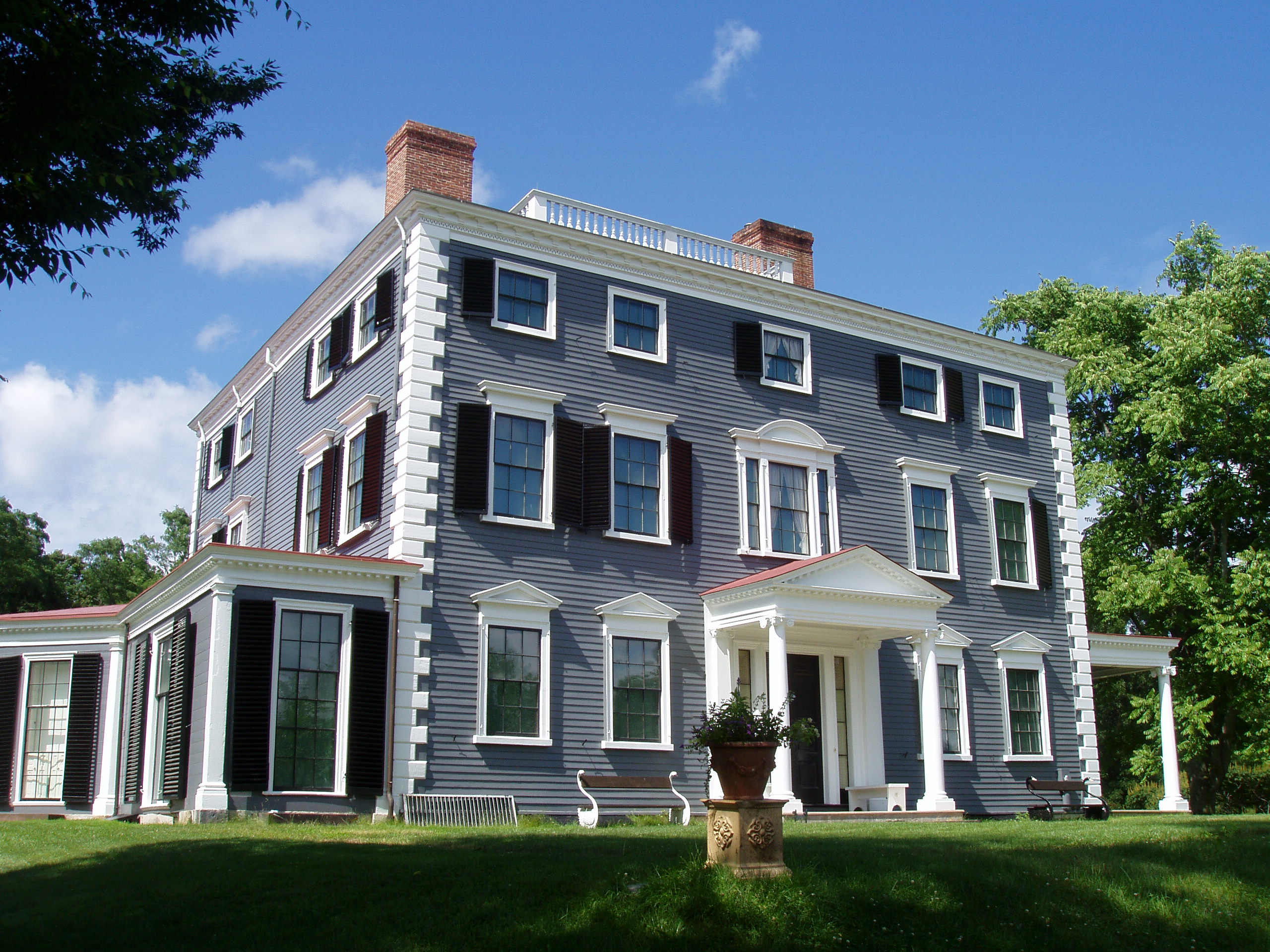
Codman House in federale stijl in Lincoln (Massachusetts)

Lincoln is een plaats (town) in de Amerikaanse staat Massachusetts. Ze valt bestuurlijk onder Middlesex County. In 2010 bedroeg de bevolking 6362, inclusief inwoners van de Hanscom Air Force Base die binnen de grenzen van de gemeente verblijven.
Het DeCordova Sculpture Park and Museum bevindt zich in Lincoln.

## Bekende inwoners
- Rodney Brooks, professor in robotica
- Sarah Caldwell, operadirigent
- Walter Gropius, architect
- Dudley R. Herschbach, scheikundige en Nobelprijswinnaar
- Charles P. Kindleberger, econoom en schrijver
- George Kistiakowsky, professor in scheikunde
- Ken Olsen, ondernemer en ingenieur
- Paul Pierce, basketbalspeler
- Rajon Rondo, basketbalspeler
- Karen Smyers, triatlete
- An Wang, informaticus en uitvinder